# كاثرين ترويسي
كاثرين لين ترويسي (بالإنجليزية: Catherine Troisi)‏ هي عالمة وبائيات أمريكية متخصصة في الدراسات القياديةوالأمراض المعدية بما في ذلك فيروس نقص المناعة البشرية والتهاب الكبد . وهي أستاذة مساعدة في أقسام الإدارة والسياسة والصحة المجتمعية وعلم الأوبئة في كلية الصحة العامة .

## التعليم
أكملت ترويسي درجة البكالوريوس في الكيمياء من جامعة روتشستر في عام 1974. حصلت على ماجستير في الكيمياء الحيوية من جامعة ولاية ميشيغان عام 1975. ركزت أطروحة الماجستير الخاصة بها على التأثيرات البيوكيميائية لثنائي الفينيل متعدد البروم على الإنزيمات الميكروسومية. كان ستيفن أوست رئيسا للجنة أطروحتها. وقد أكملت ترويسي شهادة الدكتوراه. في العلوم الوبائية من جامعة ميتشيغان عام 1980. كانت أطروحتها بعنوان الإنفلونزا من النوع سي: الكشف عن الأجسام المضادة وعلم الأوبئة .  ترأس أرنولد مونتو لجنة أطروحتها 

## المسار الوظيفي والبحثي
كانت ترويسي أستاذًا مساعدًا في قسم علم الفيروسات وعلم الأوبئة في كلية بايلور للطب من 1983 إلى 1991. وقد التحقت بكلية الصحة العامة في عام 1997.  في عام 2010 ، تمت ترقية ترويسي إلى أستاذ مساعد ثابت في أقسام الإدارة والسياسة والصحة المجتمعية وعلم الأوبئة. وهي منسقة الدراسات القيادية والتي تركز على تدريس دورات في مجال الصحة العامة.  وتبحث ترويسي في علم الاوبئة للأمراض المعدية مع التركيز على فيروس نقص المناعة البشرية والتهاب الكبد.
في عام 2020 ، شرحت ترويسي للجمهور عن وباء فيروس كورونا 2020 في ولاية تكساس.